# Palacete Violeta
Palacete Violeta es una mansión en la ciudad de São Paulo (Brasil). Está ubicada en la calle Bom Pastor, en el barrio de Ipiranga. Construido en 1934, el edificio fue catalogado por diferentes e importantes organismos gubernamentales como Conpresp (Consejo Municipal para la Preservación del Patrimonio Histórico, Cultural y Ambiental de la Ciudad de São Paulo), Condephaat (Secretaría de Cultura del Estado de São Paulo), el Iphan (Instituto del Patrimonio Histórico y Artístico Nacional) y por el DPH (Departamento de Patrimonio Histórico). Todo esto debido a la gran importancia arquitectónica, social e histórica para la ciudad de São Paulo y, principalmente, para el barrio de Ipiranga que tiene el edificio.
Desde el punto de vista arquitectónico, la mansión conserva todo el refinamiento de la alta sociedad del siglo XX. Los detalles de construcción y decoración, que tienen un estilo ecléctico, están presentes por todas partes. En el área exterior, fuentes con esculturas en medio de la rica flora ya aportan el refinamiento de la mansión. En el área interna, columnas corintias, vidrieras y salas inspiradas en famosos edificios europeos no solo representan diferentes aspectos de la arquitectura de la época, sino también el estilo de vida que tenía la alta sociedad brasileña.
Desde el punto de vista social, la residencia forma parte de un conjunto de edificaciones que dieron inicio al poblamiento del barrio de Ipiranga. Perteneciente a los Jafet, una de las primeras familias de inmigrantes libaneses en llegar a Brasil, que comenzó con la actividad de vendedor ambulante y en poco tiempo se enriqueció, construyeron una fábrica de tejidos, “Fiação, Tecelagem e Estamparia Jafet SA”, en Ipiranga. En esa época, 1907, el barrio solo contaba con el Museo, servía de descanso a los viajeros porque estaba sobre el “camino del mar” y la forma de acceder era en carreta de bueyes.
El lugar también fue elegido para ser la casa de la familia y terminó ganando unas imponentes mansiones. Tras el cese de las importaciones de productos europeos con la Primera Guerra Mundial en 1924, la riqueza de los Jafet se multiplicó, junto con la fábrica y la importancia que tenía la familia en la sociedad. Con eso, Ipiranga comenzó a crecer, recibiendo obreros fabriles y los principales nombres de la élite brasileña de la época.

## Historia
La construcción de 1934 se realizó con el objetivo de albergar a la pareja Violeta y Cheedit Jafet. La mansión fue el regalo de bodas del tío del niño, Basílio Jafet, que vivía en la casa número 800, el famoso Palácio dos Cedros, ubicado en el mismo terreno.
El proyecto fue realizado por el ingeniero y amigo de la Familia, João Fürtinger, y desarrollado por el arquitecto Eduardo Benjamin Jafet. Como había escasez de materiales de construcción de calidad en Brasil, la mayoría de ellos fueron importados (la madera para el techo era de pino, los muebles de castaño, las tejas francesas y los mármoles venían de Francia). Violeta siguió todo de cerca y se aseguró de que la mansión estuviera como ella quería.
La mansión fue escenario de varias reuniones de la alta sociedad de la época. En la lista de personas que frecuentaron el lugar figuran nombres ilustres como los presidentes brasileños Arthur Bernardes y Juscelino Kubitschek y los gobernadores de São Paulo, Adhemar de Barros y Minas Gerais, Benedito Valadares.

## Arquitectura
Todo pintado de blanco por fuera y con varios detalles en la fachada (balcones, ventanas de distintos formatos y con estilizados antepechos), la magnificencia del edificio, emplazado sobre un terreno irregular, ya da idea de lo que es. dentro de eso. Ecléctico, los dos pisos tienen una fuerte influencia neoclásica. Entre las habitaciones, algunas son copias de edificios conocidos en todo el mundo: la pared trasera del salón principal está cubierta por un espejo que aumenta el ambiente de 40 m², que se inspiró en el salón de los espejos del Palacio de Versalles. que sirvió durante siglos como residencia real francesa y formó parte de grandes momentos de la historia; El comedor es una referencia a una de las habitaciones del Palacio Sanssouci, un edificio alemán de la década de 1700 que sirvió como palacio de verano para el rey prusiano Frederico. yo

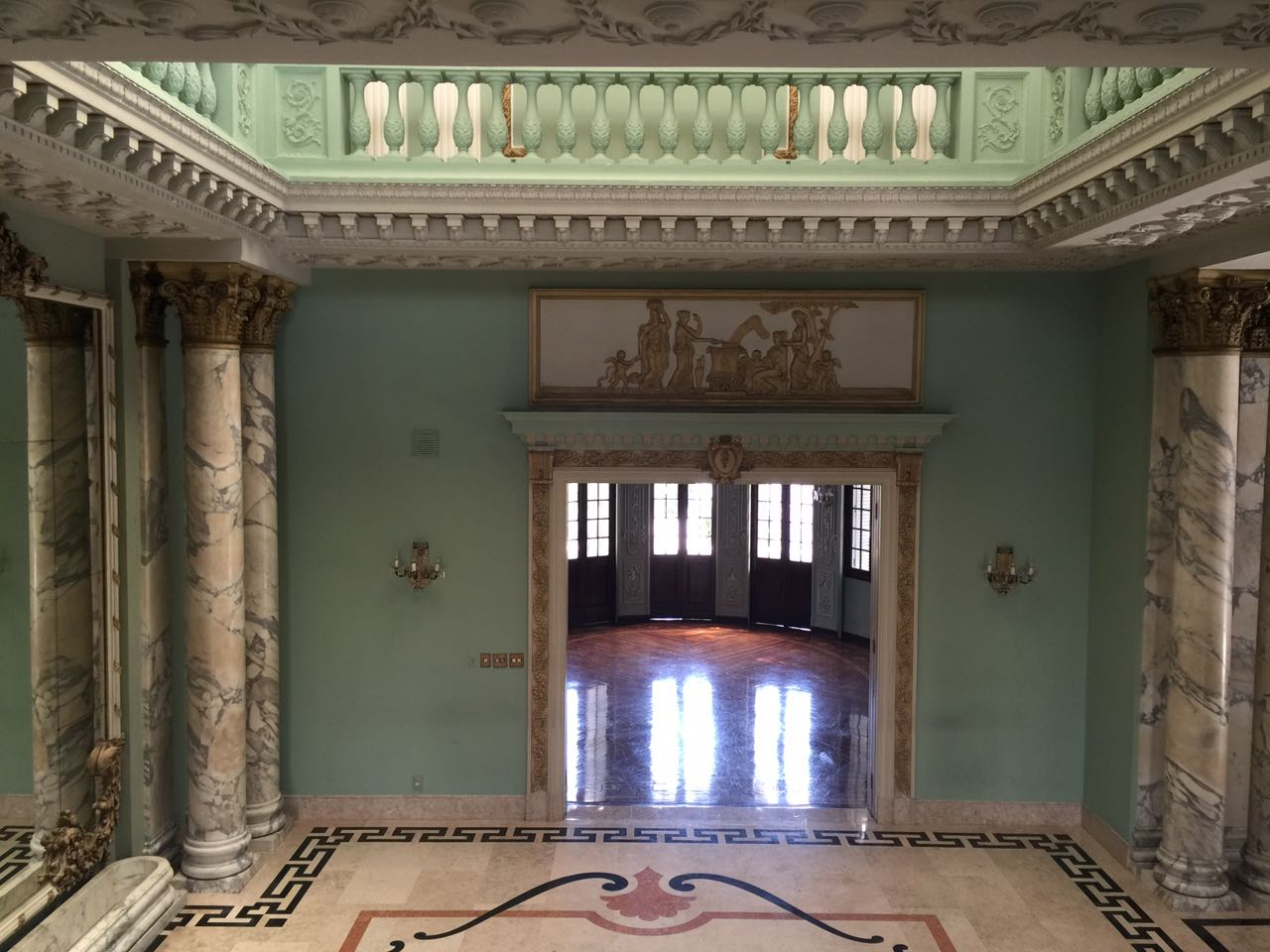
Vista de la escalera principal. En la imagen, detalles de la decoración del salón principal, inspirados en el Palacio de Versalles

Sin mencionar los detalles como las imponentes columnas corintias, los diseños dorados en el techo de una de las habitaciones, el vitral central ubicado sobre el salón principal, la barandilla de hierro y su minuciosidad, junto con la piedra utilizada para los escalones. de la escalera que conduce al segundo piso.
Tal grandeza permite que la residencia sea una de las pocas que aún conserva el ambiente del barrio de Ipiranga y los alrededores del Parque da Independência en medio de la constante verticalización que últimamente empobrece el paisaje.

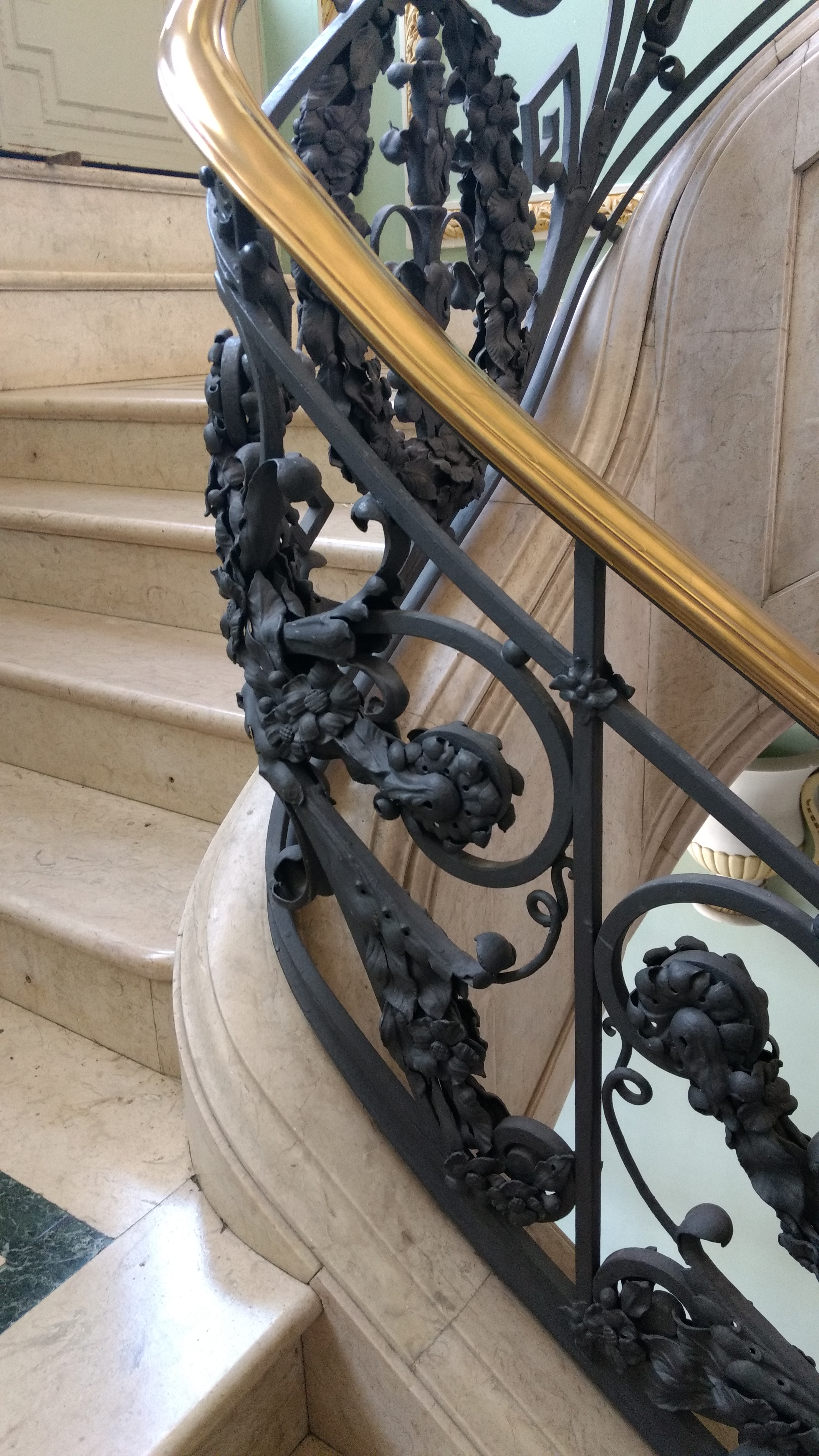
Detalle del pasamanos y barandilla de la escalera principal

## Importancia histórica y cultural

### Desarrollo del Barrio Ipiranga
La Residencia de la Familia Jafet, 730 forma parte del conjunto pionero de viviendas en el desarrollo de un importante barrio de São Paulo, Ipiranga. Antes de que se eligiera un terreno de más de 100 mil metros cuadrados para la dirección de la fábrica de la familia, “Fiação, Tecelagem e Estamparia Jafet SA”, el sitio sólo tenía el monumento a la independencia. Luego de instalada la industria textil, se construyeron más de 300 casas en el barrio para los trabajadores, además de las icónicas mansiones de los Jafet.
La fortuna familiar contribuyó no sólo al inicio del desarrollo del Bairro do Ipiranga, sino también a su sustento. La construcción del Ferrocarril São Paulo - Jundiaí fue una de las principales mejoras traídas al lugar, que pasó a ser considerado un barrio industrial. Además, se realizaron obras de saneamiento básico, así como un aumento del área del hospital y la escuela.

### Catalogación
El proceso de catalogación de la Residencia en Rua Bom Pastor, 730, números 1991-0.005.368-6 y 1991-0.005.386-6 realizado en 2005 a través del DPH (Departamento de Patrimonio Histórico), destaca no sólo la importancia de la familia que construyó y vivió la mansión, pero también la conservación arquitectónica, ambiental, paisajística y de la historia del barrio de Ipiranga. Actualmente, el sitio, que también alberga el Parque da Independência, está pasando por un proceso de verticalización que modifica la escala típica del barrio. La forma de garantizar el ambiente y una "nobleza" alrededor de este monumento es la conservación de la mansión. El estilo ecléctico y la arquitectura también aportan mucha información histórica de la alta sociedad de la década de 1900.
La solicitud a la DPH (Departamento de Patrimonio Histórico) fue hecha por la Asociación Cultural Pro-Parque Modernista y por la Sociedad de Rescate y Preservación de Paranapiacaba (SPR-PARANAP), dos entidades sin fines de lucro. El proceso también incluyó otras viviendas familiares cercanas. En la votación del consejo, todos los participantes fueron favorables y se concedió la solicitud.

## Estado actual de residencia
Tanto la residencia número 730, perteneciente a Violeta, como la número 798, perteneciente a Basílio Jafet, fueron vendidas y ahora forman parte de un ceremonial denominado “Palacio dos Cedros”. Como resultado, el lugar ahora se alquila para eventos sociales como bodas, 15 años y celebraciones corporativas, sesiones de fotos y filmaciones de telenovelas de época, por ejemplo.

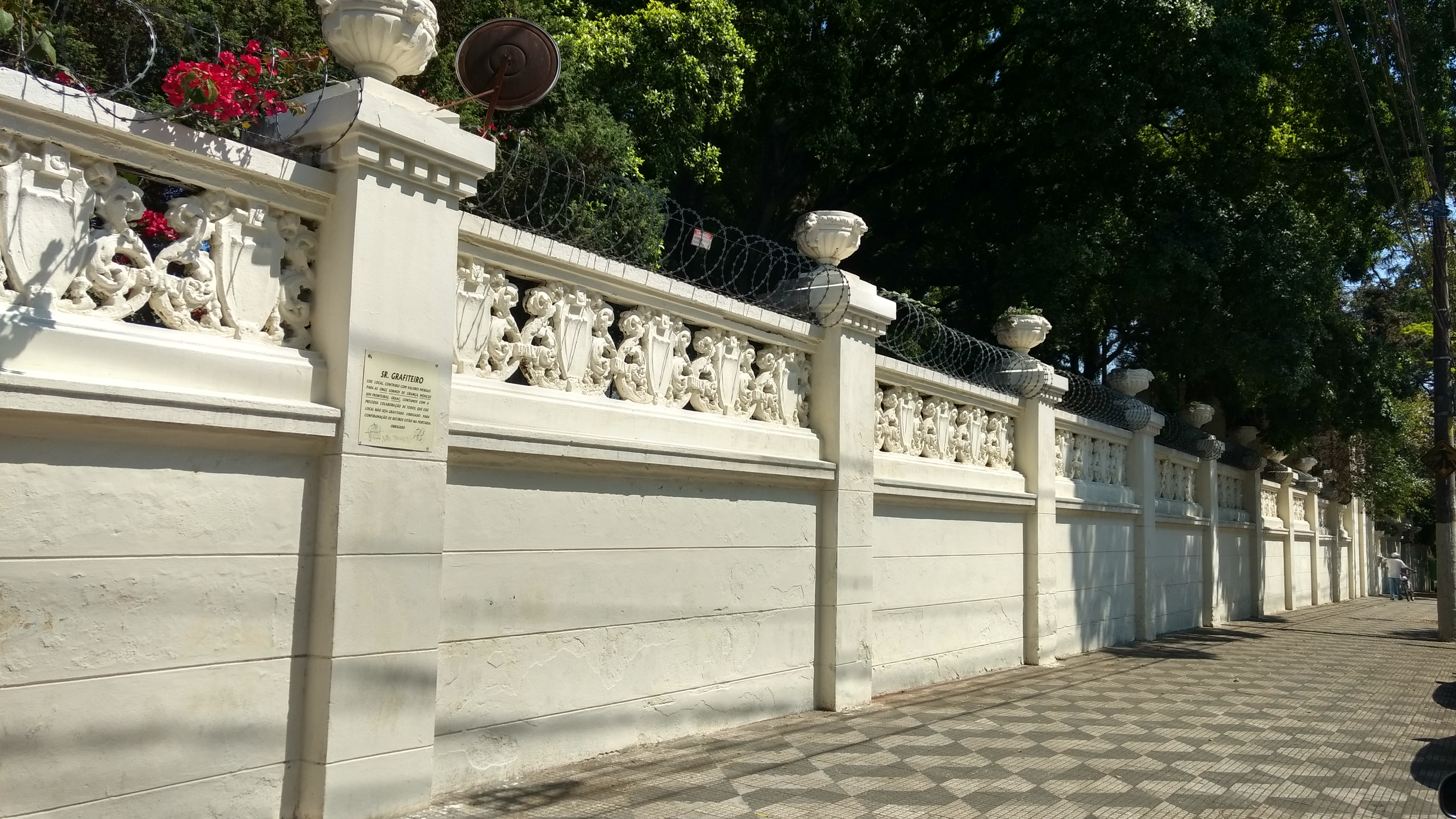
El muro actual tiene un tablero de grafiti y alambre de púas para protección.

Gran parte de la construcción de la mansión 730 permaneció intacta. La principal modificación fue la instalación de un ascensor para atender mejor a los clientes e invitados del Ceremonial que antes tenían que subir una escalera para llegar al segundo piso. En la parte superior de las paredes hay una cerca de alambre de púas y la presencia de cámaras para garantizar la seguridad.

## Galería

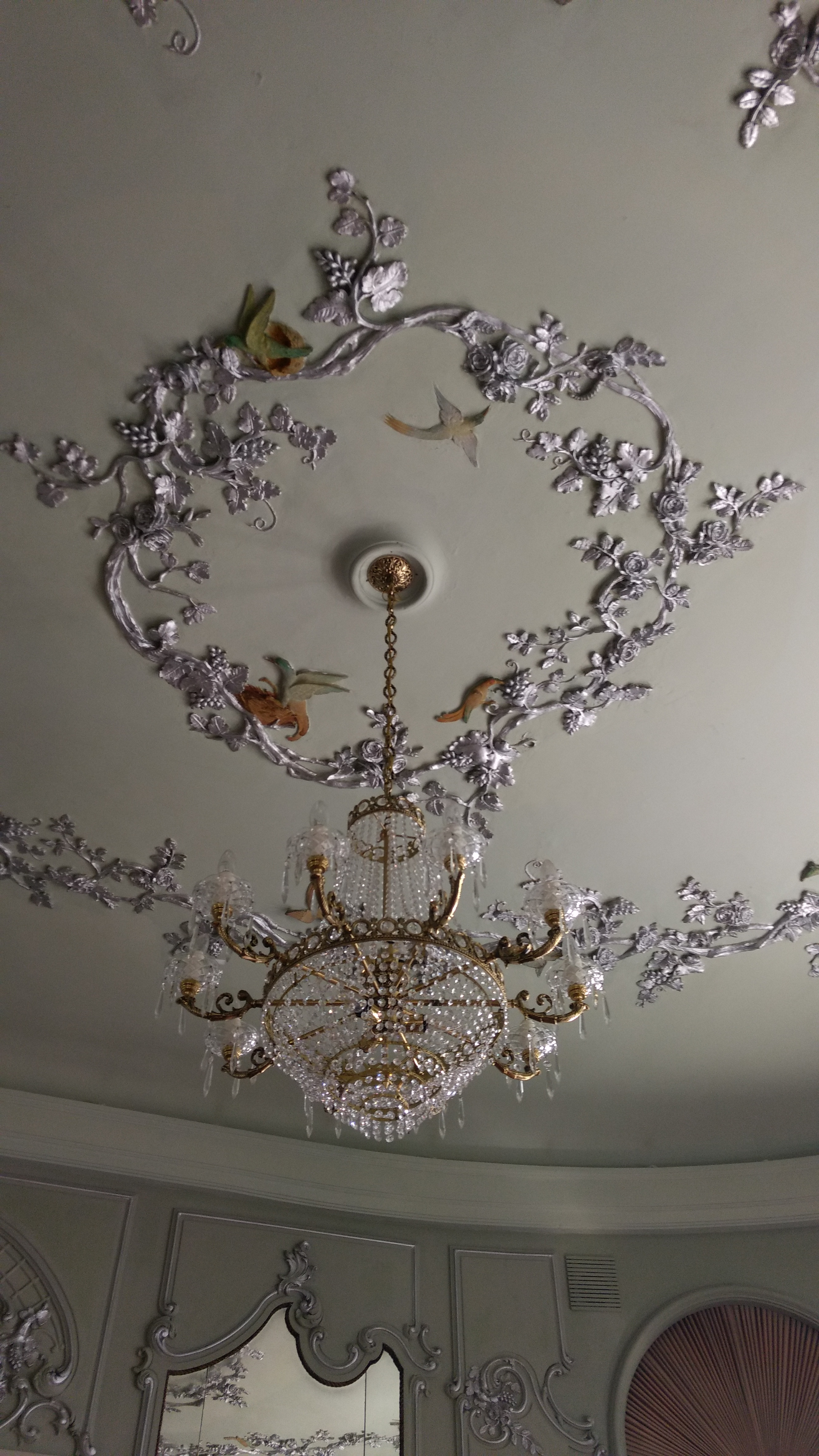
Decoración interior
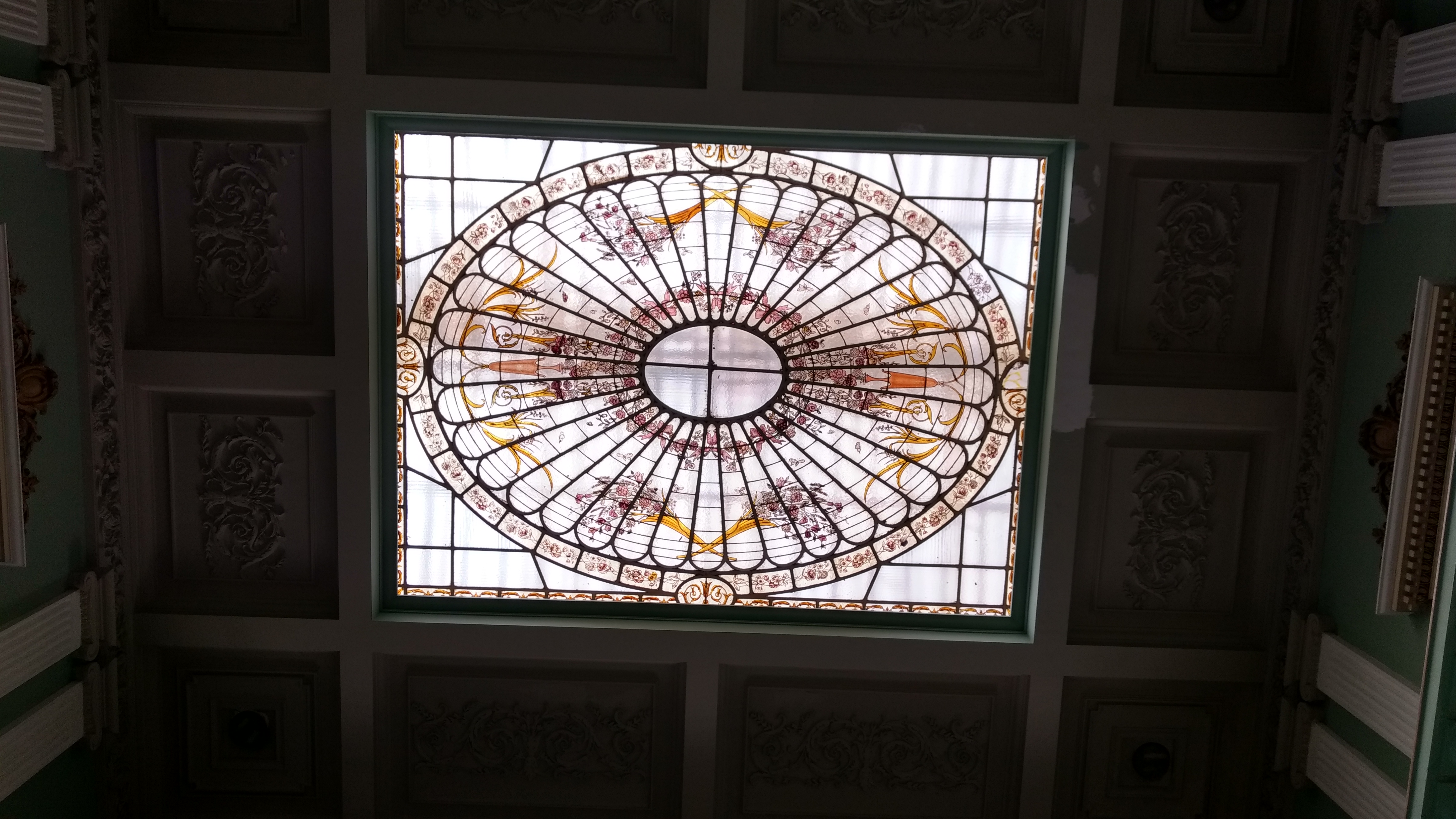
Vitral en el techo del salón principal
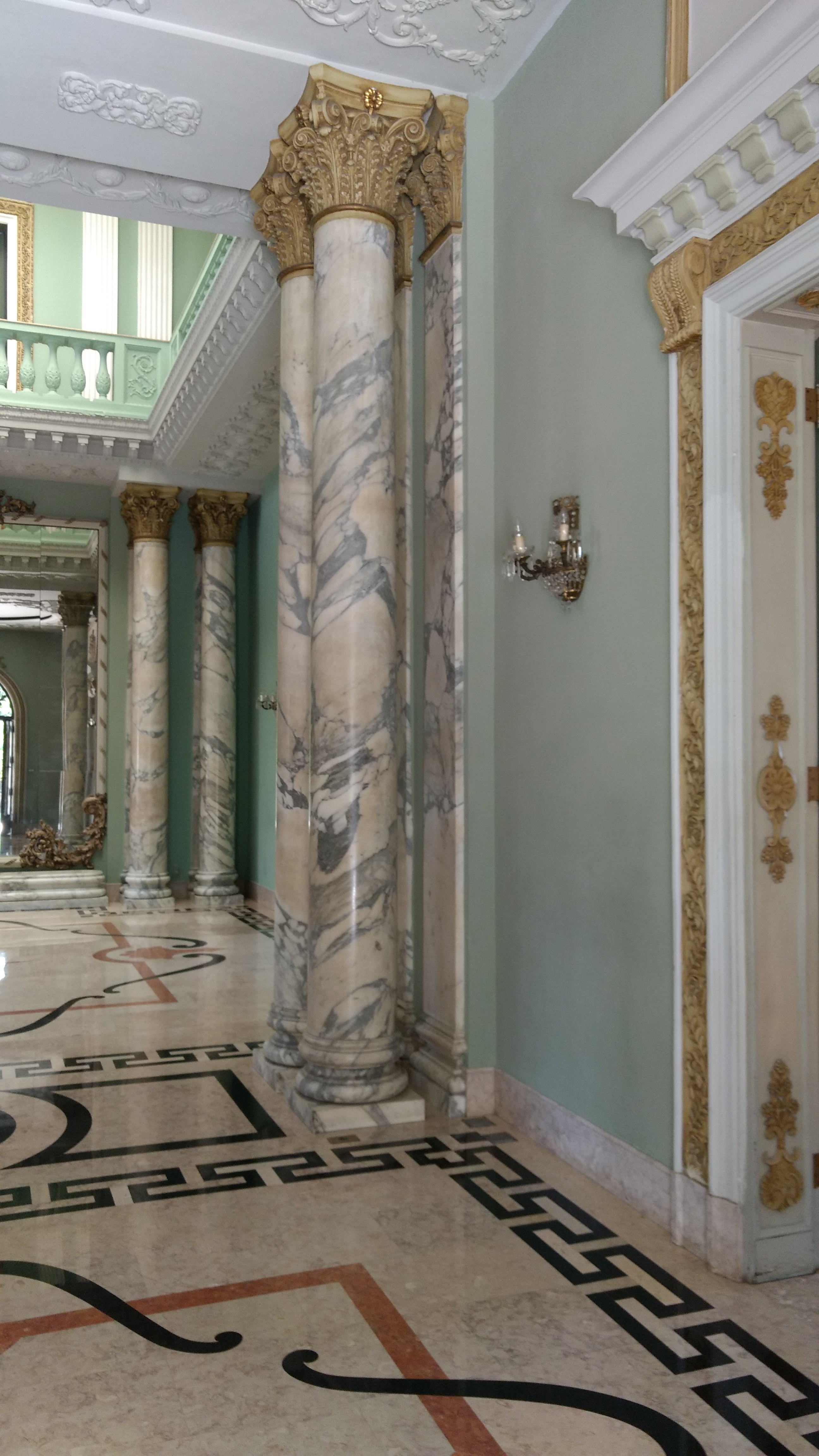
Columna corintia
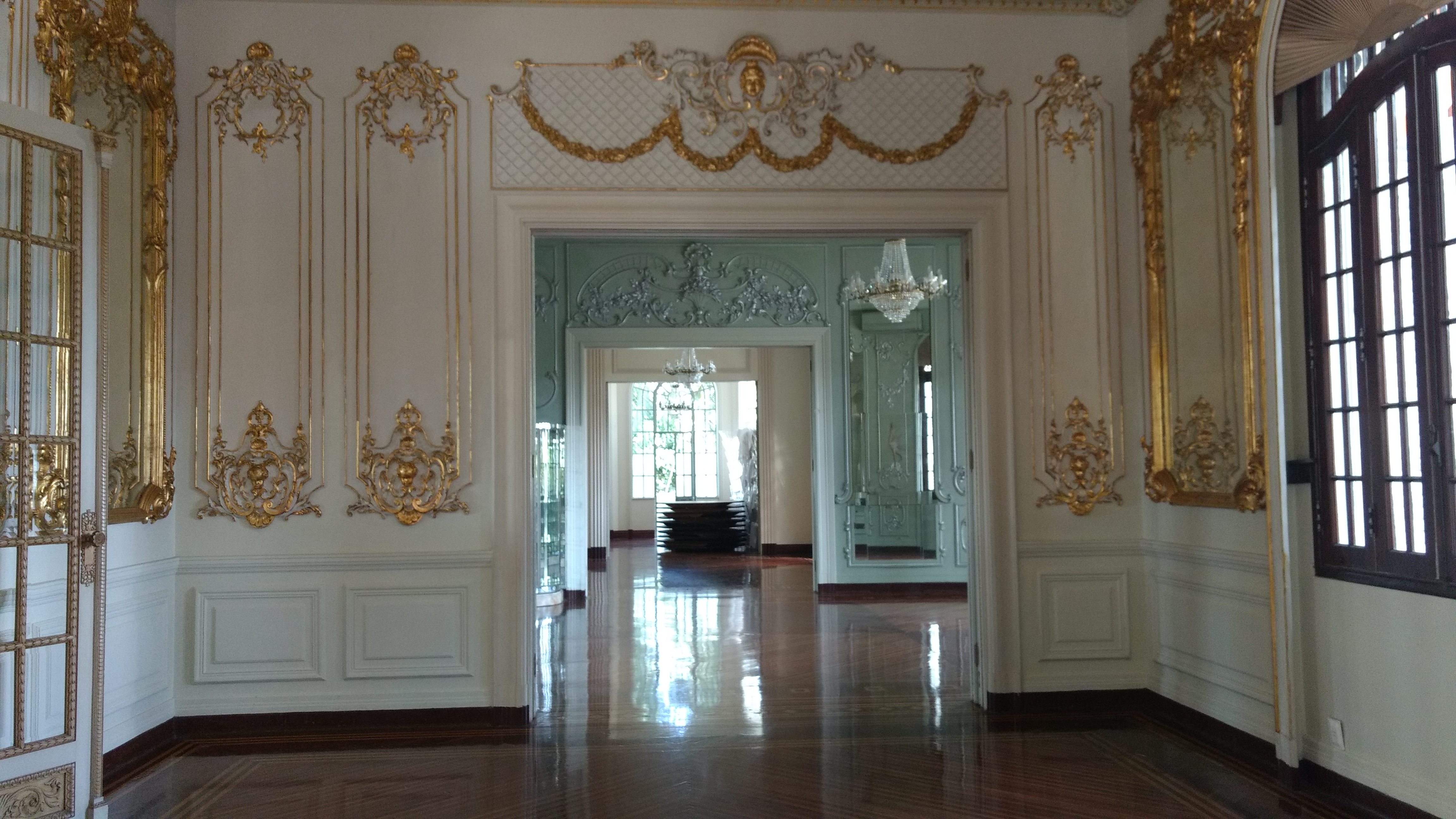
Detalles de la decoración
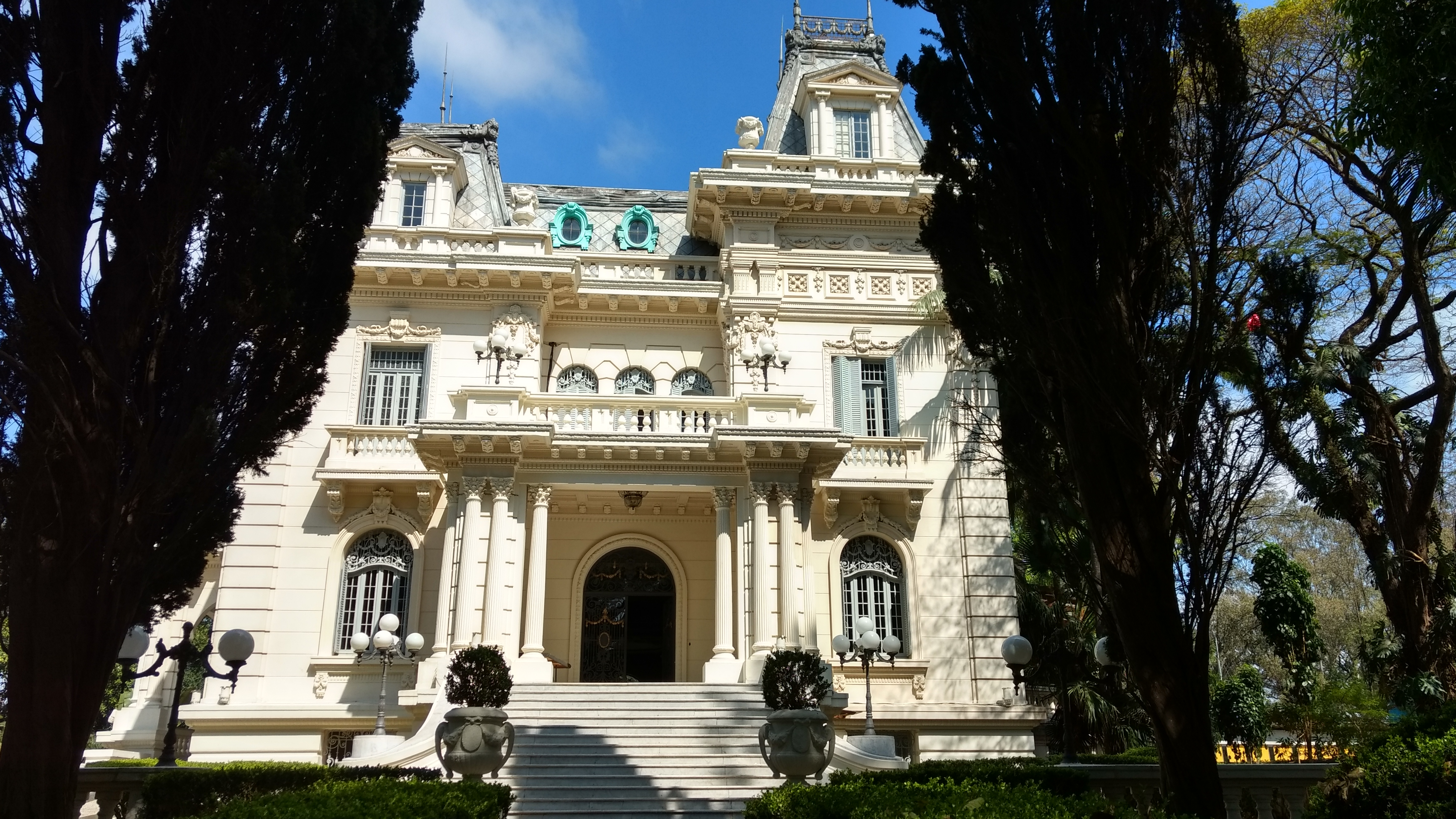
Fachada frontal
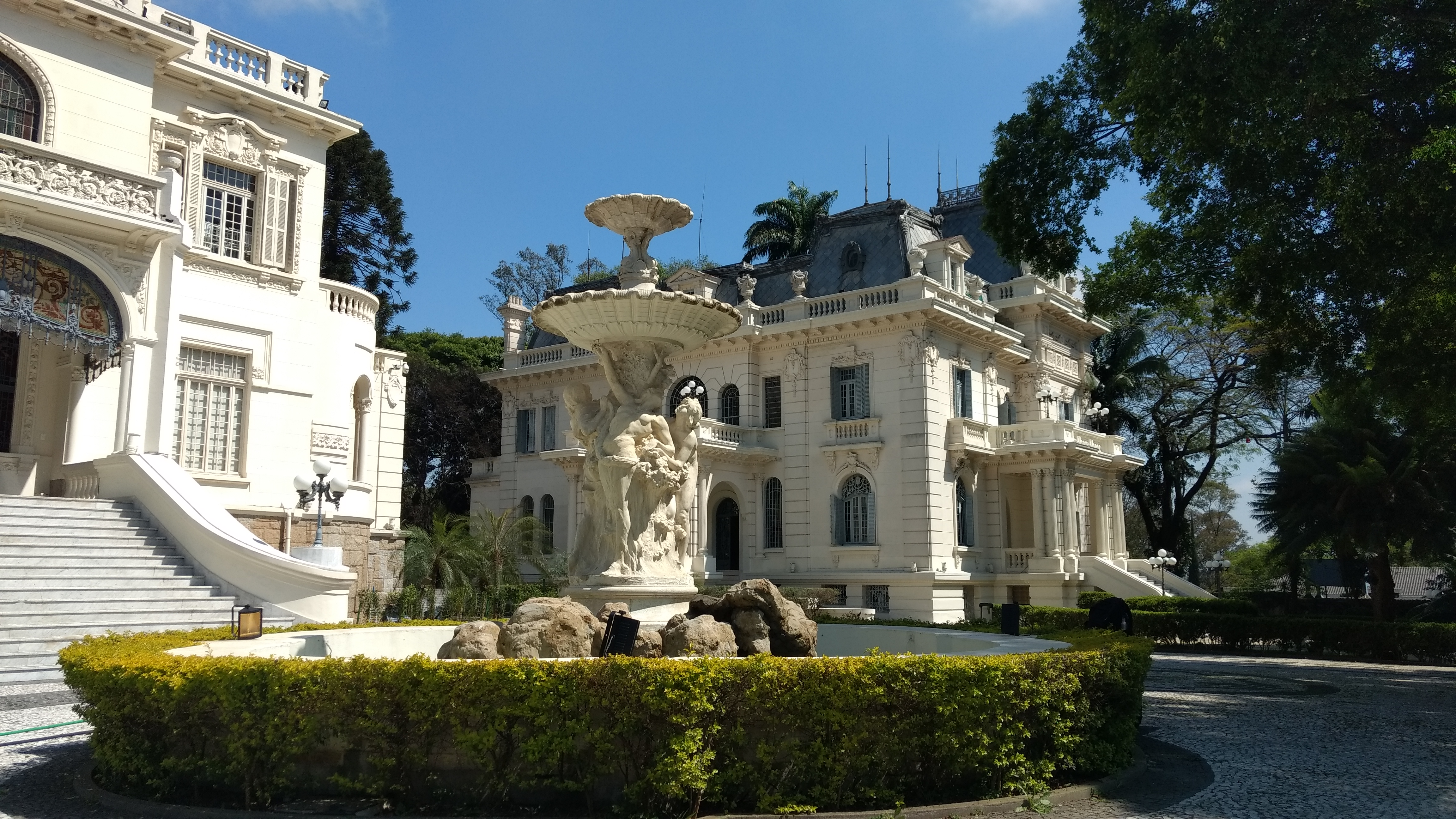
Fuente en el jardín